# Stichopogon selenginus
Stichopogon selenginus là một loài ruồi trong họ Asilidae. Stichopogon selenginus được Lehr miêu tả năm 1984. Loài này phân bố ở vùng Cổ Bắc giới.